# Grumman AF Guardian
El Grumman AF Guardian fue el primer avión antisubmarino, diseñado especialmente para ese tipo de misiones, en entrar en servicio en la Marina de los Estados Unidos. Tenía dos fuselajes, uno para el equipo de detección, otro como bodega de armas. Fueron construidos 389 ejemplares, de todas las versiones.

## Historia, diseño y desarrollo

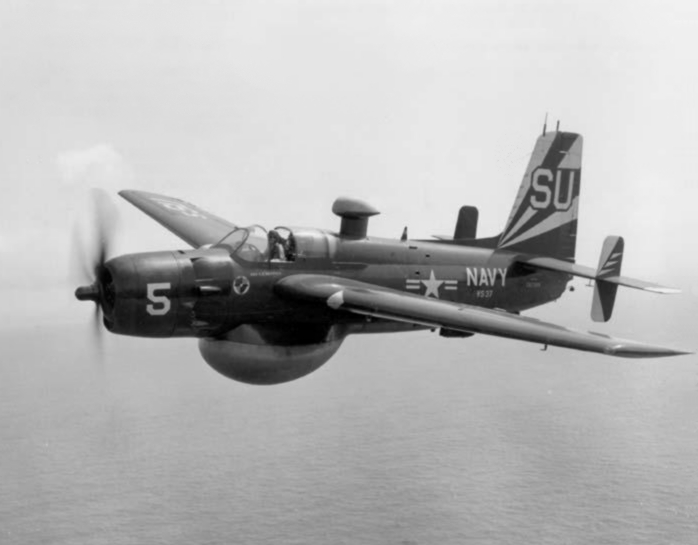
Grumman AF-2W Guardian del escuadrón antisubmarino VS-37 (julio 1957).

A pesar del éxito alcanzado con el Grumman TBF/TBM Avenger, ya una fecha tan temprana como 1943 empezaron a aparecer serias propuestas para su sustitución: la primera de ellas fue el diseño TB2F de 1944 que, propulsado idealmente por dos motores radiales Pratt & Whitney R-2800-22, debía ir pesadamente armado y tener capacidad para transportar 3600 kg de carga útil ofensiva a una distancia de más de 3600 km Sin embargo, su peso bruto de 20 400 kg fue considerado excesivo como para tener un uso práctico desde los portaaviones clase Essex, por lo que en 1945 el programa fue abandonado en favor del TSF, un desarrollo del Grumman F7F Tigercat. Éste, a su vez, fue cancelado y en febrero de 1945 la Oficina de Aeronáutica de la Marina de los Estados Unidos cursó un pedido de tres prototipos del Grumman G-70. Se trataba de un monoplano de implantación media con capacidad para dos tripulantes en disposición lado a lado, y estaba estudiado para llevar una carga de 1800 kg de bombas, torpedos o cargas de profundidad en bodega interna; el armamento defensivo se completaba con dos cañones de 20 mm. Su capacidad defensiva en caso de ataque quedaba en manos de la velocidad puntual; de este modo, como complemento del motor radial Pratt & Whitney Double Wasp montado en el morro, se pensó instalar un turborreactor Westinghouse en la sección trasera del fuselaje alimentado por dos tomas de aire emplazadas en los bordes de ataque alares.
Se planificaron los tres prototipos sobre la base de dos XTB3F-1 con un motor radial Pratt & Whitney R-2800-34W de 2300 CV y un turborreactor Westinghouse 19XB-2B de 726 kg de empuje, y un XTB3F-2 propulsado por un Wright R-3350 y un Westinghouse 24C-4B. Pat Gallo, jefe de pilotos de Grumman, voló el primer prototipo el 18 de diciembre de 1946, si bien las tomas de aire del reactor habían sido condenadas debido a problemas de admisión de aire detectados durante el carreteo. De hecho el turborreactor nunca fue empleado en vuelo y acabó por ser eliminado. Cinco días después del primer vuelo los trabajos de desarrollo del TB3F entraron en un período de suspensión temporal. Ello se debía a que la Marina de los Estados Unidos se había echado atrás en su decisión de que el nuevo avión fuese primordialmente un torpedero. No obstante, el programa fue resucitado para obtener un avión de lucha antisubmarina, completándose los dos prototipos pendientes en configuración alternativa de detección y ataque submarinos.
El tercer prototipo, por entonces designado XTB3F-1S, fue acabado sin el reactor Westinghouse, y el espacio reservado a este fue utilizado para alojar equipo electrónico y un tercer tripulante, en calidad de operador de radar. Lo que antes fuera bodega de bombas fue equipado con un radar de exploración AN/APS-20 y con un amplio radomo. Este aparato voló en noviembre de 1948, seguido por el segundo prototipo (ahora cuatriplaza y denominado XTB3F-2S) el 12 de enero de 1949. Ambos aviones fueron sometidos a pruebas de servicio en el Centro de Evaluaciones Aeronavales de Patuxent River. Hacia febrero se firmaron contratos por dos ejemplares, un AF-2S Guardian de ataque y un AF-2W de exploración. Ambos estaban propulsados por un motor radial Pratt & Whitney R-2800-48W. El primer AF-2S de serie voló el 17 de noviembre de 1949; entre mayo de 1950 y noviembre de 1951 cinco modelos de cada versión fueron probados en evaluaciones de armamento en el Primer Escuadrón de Desarrollo Aéreo de Key West. Las pruebas de cualificación en operaciones embarcadas tuvieron efecto a bordo del USS Wright en noviembre de 1950, en el USS Palau en diciembre y en el USS Monterey en septiembre de 1951. El VS-25 aceptó su primer ejemplar de este modelo en la base aeronaval de North Island el 18 de octubre de 1950.
La carrera operativa de AF-2 Guardian fue bastante breve, ya que el 30 de junio de 1950 la Marina de los Estados Unidos emitió la especificación que daría lugar al Grumman S-2 Tracker que, el 31 de agosto de 1955, acabaría por sustituir a los últimos Guardian de la base de North Island. No obstante, cierto número de unidades (incluidos tres escuadrones de la Reserva Naval) volaron sus Guardian en misiones de combate sobre aguas coreanas, entre el mes de marzo de 1951 y mayo de 1953.
En 1952, entró en servicio el "Hunter" AF-3S, que tenía instalado un MAD (Magnetic Anomaly Detector, Detector de anomalías magnéticas) para la detección de submarinos sumergidos; fueron construidos 40 ejemplares de esta variante. El último Guardian fue entregado a la Marina de los Estados Unidos en marzo de 1953, siendo producidos un total de 389 ejemplares. 
Muchos Guardian fueron transferidos a manos civiles, donde sirvieron durante muchos años como bomberos aéreos. Un Guardian se encuentra en exhibición en el Museo Nacional de la Aviación Naval, en Pensacola (Florida, Estados Unidos).

## Variantes
AF-2S

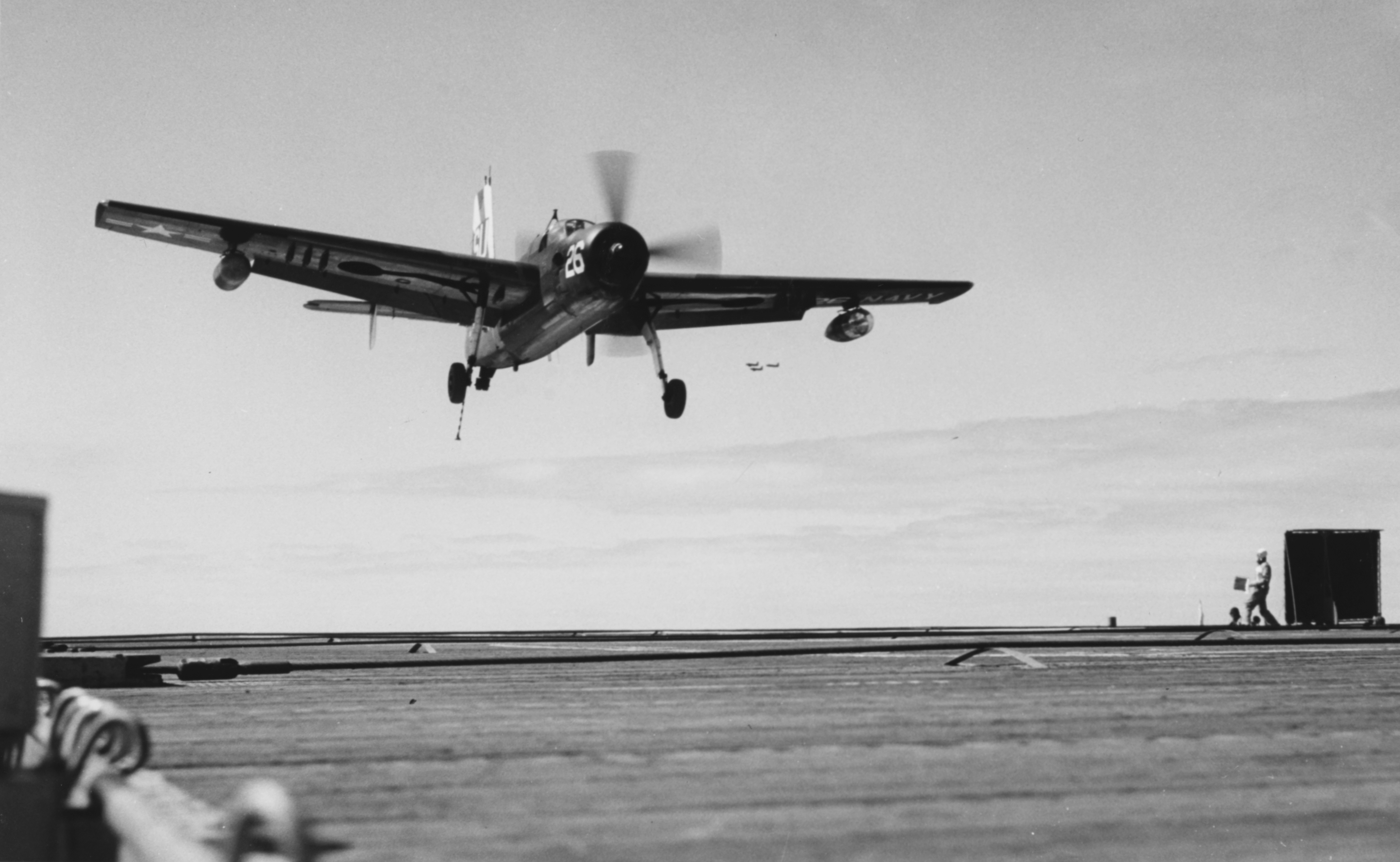
Grumman AF-2S Guardian aterrizando en el portaaviones estadounidense USS Badoeng Strait.

Se construyeron 193 ejemplares de este componente (el armado) de la combinación exploración/ataque; además de los 1800 kg entibables en el interior, seis soportes subalares aceptaban cohetes HVAR o cargas de profundidad de 113 kg; el radar AN/APS-31 se encontraba bajo el ala de estribor, mientras que bajo la de babor había un reflector de búsqueda de elevada intensidad lumínica AN/AVQ-2.
AF-2W
La producción de esta versión cuatriplaza de detección alcanzó las 153 unidades; su rasgo distintivo más característico era el radomo ventral para el radar AN/APS-20, suplementado por aviónica de distinto tipo; esta versión estaba desarmada.
AF-3S
Entre febrero de 1952 y noviembre de 1953 se entregaron un total de 40 ejemplares de esta versión que, si bien similar a la AF-2S, incorporaba equipo antisubmarino adicional, entre el que se contaba un detector de anomalías magnéticas (MAD).

## Operadores
- Estados Unidos
  - Marina de los Estados Unidos
- Países Bajos
  - Real Marina Neerlandesa: operó Guardians como cazadores y TBF como exterminadores desde la Base Aeronaval de Valkenburg, desde 1954 hasta 1960, como parte de la OTAN.

## Especificaciones

### Características generales
- Tripulación: 3 o 4
- Longitud: 13,2 m (43,3 ft)
- Envergadura: 18,5 m (60,7 ft)
- Altura: 4,9 m (16,2 ft)
- Superficie alar: 52 m² (560,1 ft²)
- Peso vacío: 6613 kg (14 575,1 lb)
- Peso cargado: 11 567 kg (25 493,7 lb)
- Planta motriz: 1× motor radial Pratt & Whitney R-2800-48W "Double Wasp".
  - Potencia: 2400 kW (3309 HP; 3264 CV)

### Rendimiento
- Velocidad máxima operativa (Vno): 507 km/h (315 MPH; 274 kt)
- Alcance: 2415 km (1304 nmi; 1501 mi)
- Techo de vuelo: 9900 m (32 480 ft)
- Régimen de ascenso: 564 m/min
- Carga alar: 222,3 kg/m² (45,5 lb/ft²)

### Armamento
- Cohetes: 16 cohetes de 127 mm
- Otros: 1.814 kg de bombas, torpedos, cargas de profundidad, etc

### Aeronaves similares
- Consolidated TBY Sea Wolf
- Douglas TBD Devastator
- Douglas XTB2D Skypirate
- Grumman TBF Avenger
- Grumman S-2 Tracker
- Breguet Vultur
- Nakajima B5N
- Nakajima B6N
- Fairey Gannet
- Fairey Spearfish
- Short Seamew

### Secuencias de designación
- Secuencia G-_ (interna de Grumman): ← G-67 - G-68 - G-69 - G-70 - G-71 - G-72 - G-73 -- G-79 - G-80 - G-81 - G-82 - G-83 - G-84 - G-85 -- G-87 - G-88 - G-89 - G-90 - G-91 - G-92 - G-93 →
- Secuencia TB_F (Bombarderos-torpederos de la Armada estadounidense, 1935-1946 (Grumman, 1931-1962)): TBF - TB2F - TB3F
- Secuencia A_F (Aviones de Ataque de la Armada estadounidense, 1946-1962 (Grumman, 1931-1962)): AF - A2F

### Listas relacionadas
- Anexo:Aeronaves militares de los Estados Unidos (navales)